# Казак, Герман
Ге́рман Ка́зак (нем. Hermann Kasack; 24 июля 1896[…], Потсдам, Пруссия — 10 января 1966[…], Штутгарт) — немецкий писатель, основатель жанра радиоспектакля в Германии. Отец слависта Вольфганга Казака.

## Биография
Родился 24 июля 1896 года в Потсдаме. Был единственным ребёнком в семье. Отец Германа работал врачом.
В 1914 году после окончания гуманитарной гимназии «Виктория» (нем.) Герман отправился в Берлин, а позже — в Мюнхен, где до 1920 года изучал экономику и историю литературы. В 1915 году в одном из журналов появилось его первое стихотворение — «Die Mutter» (с нем. — «Мать»), а в 1918 году вышла первая книга — «Der Mensch. Verse» (с нем. — «Человек. Стих.»).
В 1920 году Казак женился на Марии Фелленберг. В том же году он начал работать в потсдамском издательстве Gustav-Kiepenheuer в качестве редактора и вскоре издал собрание сочинений Фридриха Гёльдерлина. В 1925 году перешёл в радиостудию «Funk-Stunde Berlin» (нем., первую радиовещательную компанию Германии), где был редактором передач современной поэзии.
В 1926 году Казак стал директором издательства «S. Fischer Verlag», в то же время состоялась премьера его первой пьесы — «Сёстры». В 1927 году у Германа и Марии родился сын Вольфганг, в будущем ставший известным славистом.
В последующие годы Казак издавал сборники стихотворений и выпустил более сотни радиопередач, в числе которых — биографии писателей и многочисленные радиоспектакли (лишь немногие из этих передач сохранились до наших дней).
28 марта 1933 года Казаку запретили заниматься любой связанной с радиовещанием деятельностью. Вплоть до 1941 года он был лишён работы, а затем вновь стал редактором в издательстве «S. Fischer» (позже — «Suhrkamp»). В 1944 году во время тюремного заключения главы издательства Петера Зуркампа (англ.) Казак также выполнял и его обязанности.
После войны Герман сначала работал на берлинском радио, а затем, в 1949 году, переехал в Штутгарт. Двумя годами ранее вышел его наиболее известный роман «Город за рекой», за который в 1949 году писатель получил премию Теодора Фонтане. Второй и последний роман Казака «Большая сеть» вышел в 1952 году.
С 1953 по 1963 год писатель являлся президентом Немецкой академии языка и поэзии и ратовал за публикацию произведений забытых современных авторов. В 1955 году немецкий композитор Ханс Фогт (англ.) написал оперу по мотивам «Города за рекой», премьера прошла в Висбадене.
К шестидесятилетнему юбилею писателя издательство «Suhrkamp» в качестве подарка издало собрание основных эссе и речей Казака. В 1960 году московский Литературный институт им. А. М. Горького наградил Казака памятной медалью имени Льва Толстого.
В 1963 году Герман Казак ушёл с поста президента Немецкой Академии языка и поэзии по причине прогрессирующей слепоты. Скончался 10 января 1966 года в своем доме в Штутгарте на 70-м году жизни.
Его сын Вольфганг Казак был немецким славистом.

## Избранные произведения

### Поэзия
- Der Mensch. Verse, Мюнхен, 1918
- Die Insel. Gedichte, Берлин, 1920
- Der Gesang des Jahres, Потсдам, 1921
- Stadium. Eine GedichtReihe, Потсдам, 1921
- Echo. Achtunddreißig Gedichte, Берлин, 1933
- Der Strom der Welt. Gedichte, Гамбург, 1940
- Das ewige Dasein. Gedichte, Берлин, 1943
- Aus dem chinesischen Bilderbuch, Франкфурт на Майне, 1955.
- Antwort und Frage. 13 Gedichte, Франкфурт на Майне, 1961
- Wasserzeichen. Neue Gedichte, Франкфурт на Майне, 1964

### Драмы
- Die Schwester. Eine Tragödie in acht Stationen, Берлин, 1920
- Die tragische Sendung. Ein dramatisches Ereignis in zehn Szenen, Берлин, 1920 (репринт: Потсдам, 1993)
- Vincent. Schauspiel in fünf Akten, Потсдам, 1924
- Die Stadt hinter dem Strom. Libretto der Oratorischen Oper in drei Akten, Франкфурт на Майне, 1954

### Радиоспектакли
- Stimmen im Kampf. Hörspiel (под псевдонимом Hermann Wilhelm), Берлин, 1930
- Tull, der Meisterspringer. Eine Serie von zehn Hörspielen für die Jugend (под псевдонимом Hermann Merten), Берлин, 1932
- Eine Stimme von Tausend. Funkdichtung (под псевдонимом Hermann Wilhelm), Берлин, 1932
- Der Ruf. Funkdichtung (под псевдонимом Hermann Wilhelm), Берлин, 1932

### Рассказы
- Die Heimsuchung. Eine Erzählung, Мюнхен, 1919 (переиздание: Берлин, 1922)
- Tull, der Meisterspringer, Лейпциг, 1935
- Der Webstuhl. Erzählung, Франкфурт на Майне, 1949
- Das unbekannte Ziel. Ausgewählte Proben und Arbeiten, Франкфурт на Майне, 1963

### Романы
- Город за рекой (Die Stadt hinter dem Strom), Берлин, 1947
- Герман Казак. Город за рекой
- Das große Netz, Берлин-Франкфурт на Майне, 1952
- Fälschungen. Erzählung, Франкфурт на Майне, 1953
- Alexander. Die Fragwürdigkeit des Lebens, 1932 (неопубл. отрывок)